# 縱樑
縱樑（英語：Longeron）是飛行器結構中平行飛行方向的樑結構。縱樑運用在傳遞飛機的縱向力並且連接飛機上的設備。

## 飛機
在機身結構中，縱樑沿著飛機縱軸線連接各個隔框結構，並與蒙皮組成半硬殼結構。此半硬殼結構可有效的將氣動力分佈到機體各處。在機翼或氣動力面結構中，縱樑沿著飛機翼展方向連接各個肋條結構。無論是在機身或是在機翼，縱樑的結構有效的將撓曲傳遞到結構各處。
在飛機發展的歷史中，有兩種不同的縱樑結構設計，一是長樑結構（longeron），另一個是縱樑結構（stringer）。兩個縱樑系統有不同的半硬殼結構安排。長樑結構用於密集的隔框結構，通常隔框的距離為4到6英吋（100到150公釐）。縱樑結構用於寬鬆的隔框結構，通常隔框的距離為15到20英吋（380到510公釐）。縱樑結構的縱樑數目多於長樑結構，一架長樑結構的飛機約有4到8個縱樑，而一架縱樑結構的飛機約有50到100個縱樑。通常縱樑結構使用在隔框面積大的飛機。近代的大型飛機都採用縱樑結構設計，優點是重量的減輕，但缺點是分析與製造的複雜度。隨著分析與製造科技的進步，目前的飛機都綜合使用長樑結構與縱樑結構，並適當加上短的縱樑，稱為加強樑（stiffener）來優化飛機的結構重量。